# Mijaíl Savitski
Mijaíl Andréyevich Savitski Мiхаiл Андрэевiч Савiцкi, Михаи́л Андре́евич Сави́цкий (1922 – Minsk, 8 de noviembre de 2010) fue un pintor bielorruso.

## Biografía
Sirvió en la Gran Guerra Patria en 1941, pero fue capturado y no sirvió hasta el final de la guerra. Algunas de las pínturas de Savitsky fueron en 1967 La madonna partidaria y el ciclo de imagen de Figuras del corazón. Por su trabajo en las artes, se le concedió el título de Héroe de Bielorrusia en 2006.
Murió en Minsk el 8 de noviembre de 2010.